# Червоновершка
Червоновершка (укр. Червоновершка) — село в Компанеевской поселковой общине Кропивницкого района Кировоградской области Украины.
До 2020 года входило в Компанеевский район
Население по переписи 2001 года составляло 1118 человек. Почтовый индекс — 28414. Телефонный код — 5240. Код КОАТУУ — 3522885901.

## Известные уроженцы
- Лигостов, Вильям Алексеевич (1930—2002) — поэт, юморист.